# Regió de Kassel
La Regió de Kassel (Regierungsbezirk Kassel) és una de les tres regions administratives de l'estat federat de Hessen (Alemanya), situat al nord del Land. Està subdividida en sis districtes (Landkreise) i la ciutat independent de Kassel.
Va ser creada l'any 1866 quan el Regne de Prússia va annexar la zona per formar la nova província de Hessen-Nassau.
| Kreise (districtes rurals)                                                                       | Kreisfreie Städte (districte urbà) |
| ------------------------------------------------------------------------------------------------ | ---------------------------------- |
| 1. Waldeck-Frankenberg 2. Kassel 3. Schwalm-Eder 4. Werra-Meißner 5. Hersfeld-Rotenburg 6. Fulda | 1. Kassel                          |